# Franz Jolmès
Pas d'image ? Cliquez ici

a Compétitions nationales et continentales officielles uniquement.

Franz Jolmès, né le 16 juin 1968 à Grenoble est un joueur de rugby à XV français qui évolue au poste de deuxième ligne.

## Biographie
Franz Jolmès est le père de l'international français Thomas Jolmès, et le beau-frère d'Olivier Brouzet l'un des symboles des Mammouths de Grenoble.
Il commence le rugby au FC Grenoble avant de partir au Paris UC puis de retourner au FCG au point d’orgue de sa carrière où Grenoble dispute une demi-finale de championnat de France en 1998-1999 et il participe l'année suivante à la Coupe d'Europe où Grenoble sera la seule équipe à battre les Anglais des Northampton Saints, futurs vainqueurs de l’épreuve.

## Palmarès
- En championnat de France:
  - Demi-finaliste en 1999 (avec le FC Grenoble)